# Wij (film)
Wij is een Vlaams-Nederlandse film uit 2018 onder regie van René Eller. Het is een verfilming van het gelijknamige boek van auteur Elvis Peeters. De hoofdrollen worden gespeeld door Tijmen Govaerts, Aimé Claeys, Salome van Grunsven, Laura Drosopoulos, Pauline Casteleyn, Friso van der Werf, Lieselot Siddiki en Gaia Cozijn.
Nog voordat de film uitkwam, was er al heel wat commotie vanwege de expliciete beelden. Websites als Facebook en Instagram verwijderden de promotiepagina's.

## Verhaal
In een dorpje aan de Belgisch-Nederlandse grens woont een vriendengroep van acht tieners. Uit verveling tijdens de zomervakantie beginnen ze onderling te experimenteren met seks. Dit neemt steeds extremere vormen aan, waardoor de tieners filmpjes beginnen op te nemen om deze te verkopen via het internet, zich prostitueren en andere mensen chanteren.
Het groepje begint met pornofilmpjes op te nemen en deze te verkopen op het internet. Daarna beginnen de meisjes van de groep zich te prostitueren. De groep betrekt ook een nieuw meisje dat door een van de jongens wordt mishandeld. Hij kerft 'hoer' op haar onderbuik. Ze chanteren een brommerverkoper voor gratis brommers met een opname waarop te horen is hoe hij seks heeft met een van de meisjes.
De groep speelt regelmatig vunzige spelletjes met elkaar. Zo brengen de jongens iets in in de vagina van een meisje en moeten deze raden wat het is. Op een dag loop dit fout, een van de jongens brengt een ijspegel in bij Femke. Zij schrikt en valt met haar hoofd tegen een boomstam, even later overlijdt ze. Ze proberen de schuld hiervan te leggen bij een van haar klanten, een lokale politieker. Een van de jongens beschuldigt hem er ook van hem te hebben misbruikt als kind. 